# Roger Pera
Roger Pera Itxart (Barcelona; 24 de marzo de 1973) es un actor y actor de doblaje español con formación en interpretación, habiendo cursado estudios en el Colegio de Teatro con Boris Rotenstein, y que ha trabajado en teatro, cine y televisión. 
Su primer trabajo relevante como actor de doblaje fue en la película La princesa prometida (1987), donde puso voz al actor protagonista Fred Savage.
Destaca por doblar las voces de los actores Leonardo DiCaprio, Tobey Maguire, Matt Damon, Justin Bartha, Edward Norton, Ryan Phillippe y Aioria de Leo, L en la serie de animación Death Note, a Kyle Crane en el videojuego Dying Light Y a Raven en el MMO Elsword. Es hijo del también actor de doblaje español Juan Pera, conocido por ser la voz española de Woody Allen.

## Número de doblajes de actores más conocidos
- Voz habitual de Matt Damon (en 13 películas).
- Voz habitual de Tobey Maguire (en 12 películas).
- Voz habitual de Ryan Phillippe (en 11 películas).
- Voz habitual de Edward Norton (en 8 películas).